# Martin Sheridan
Martin Joseph Sheridan (ur. 28 marca 1881 w Bohola w hrabstwie Mayo w Irlandii, zm. 27 marca 1918 w Nowym Jorku) – amerykański lekkoatleta, trzykrotny mistrz olimpijski.

## Przebieg kariery
Był wszechstronnym lekkoatletą, chociaż największe sukcesy odnosił w rzucie dyskiem. Na igrzyskach olimpijskich w 1904 w Saint Louis zwyciężył w tej konkurencji, a w pchnięciu kulą zajął 4. miejsce.
Podczas igrzysk międzyolimpijskich w 1906 w Atenach Sheridan wygrał zawody w rzucie dyskiem i pchnięciu kulą, a także zajął 2. miejsca w skoku w dal z miejsca, skoku wzwyż z miejsca i rzucie ciężarem. Zajął na tych zawodach 4. miejsce w rzucie dyskiem sposobem starożytnym; startował również w pięcioboju antycznym, ale go nie ukończył wskutek kontuzji nogi.
Na igrzyskach olimpijskich w 1908 w Londynie po raz kolejny zwyciężył w rzucie dyskiem, wygrał również konkurs rzutu dyskiem w sposób starożytny. W skoku w dal z miejsca zajął 3. miejsce. W pozostałych konkurencjach nie zajął pozycji medalowej: w trójskoku był 9., w skoku wzwyż z miejsca 16., a w pchnięciu kulą był poza pierwszą ósemką.
Był mistrzem Stanów Zjednoczonych (AAU) w rzucie dyskiem w 1904, 1906, 1907 i 1911, w rzucie dyskiem sposobem starożytnym w 1907, w pchnięciu kulą w 1904, a w all-around (poprzedniku dziesięcioboju) w 1905, 1907 i 1909.
Od 1906 do śmierci w 1918 służył w policji nowojorskiej. Zmarł podczas pandemii grypy w 1918 w przeddzień 37. urodzin.

## Rekordy życiowe
źródło:
- trójskok – 14,21 m (1905)
- pchnięcie kulą – 14,74 m (1908)
- rzut dyskiem – 44,01 m (1908)
- rzut młotem – 49,58 m (1906)
- rzut oszczepem – 36,65 m (1908)